# نهلنهلا شابالالا
نهلنهلا شابالالا (بالإنجليزية: Nhlanhla Shabalala)‏ (16 ديسمبر 1985 في جنوب أفريقيا - ) هو لاعب كرة قدم جنوب أفريقي في مركز الدفاع. لعب مع أياكس كيب تاون ونادي أمازولو.